# 韋恩亞德 (加利福尼亞州)
韋恩亞德（英語：Vineyard）是位於美國加利福尼亞州薩克拉門托縣的一個人口普查指定地區。

## 地理
韋恩亞德的座標為38°27′52″N 121°20′49″W / 38.46444°N 121.34694°W，而該地最高點為海拔高度20米（即66英尺）。

## 人口
根據2010年美國人口普查的數據，韋恩亞德的面積為44.564平方千米，均為陸地。當地共有人口24836人，而人口密度為每平方千米557人。